# أنخيل أغيري هيريرا
أنخيل أغيري هيريرا (بالإسبانية: Ángel Aguirre Herrera)‏ هو سياسي مكسيكي، ولد في 26 أكتوبر 1984 في المكسيك. حزبياً، نشط في حزب الثورة الديمقراطية. وقد انتخب عضو مجلس النواب المكسيك وانتخب Congress of Guerrero ‏ وانتخب نائب برلماني ‏.